# Мирный (Раменский район)
Мирный — посёлок в Раменском муниципальном районе Московской области. Входит в состав сельского поселения Кузнецовское. Население — 268 чел. (2010).

## География
Посёлок Мирный расположен в восточной части Раменского района, примерно в 9 км к юго-востоку от города Раменское. Высота над уровнем моря 121 м. В 3 км к северу от посёлка протекает река Дорка. В посёлке 6 улиц — Дачная, Дом Связи, Лесная, Новостройка, Первомайская, Садовая; приписано 2 СНТ — Бронницкое и Дружба. Ближайший населённый пункт — посёлок Дружба.

## История
До муниципальной реформы 2006 года деревня входила в состав Юровского сельского округа Раменского района.

## Население
| 2002 | 2010 |
| ---- | ---- |
| 185  | ↗268 |

По переписи 2002 года в посёлке проживало 185 человек (85 мужчин, 100 женщин).